# Les Rochester
Pour les articles homonymes, voir Rochester.
Les Rochester est une série de bande dessinée écrite par Jean Dufaux et dessinée par Philippe Wurm. Faute d'un lectorat suffisant, cette série est interrompue par l’éditeur. Une série dérivée, mettant en scène l’un des deux personnages principaux, est publiée depuis 2011 sous le titre Lady Elza.

## Synopsis
Dans une atmosphère british évoquant la série Albany et Sturgess, Lady Elza Rochester et Jack Lord résolvent des mystères dans lesquels ils sont entraînés malgré eux. La première est aristocrate, snob et romanesque ; le second est journaliste sportif et mal dégrossi. Les deux ont autrefois été mariés.
Sans que l'on puisse préjuger qu'elle est intentionnelle, on peut noter une ressemblance entre le duo des Rochester et le couple vedette du film La Femme modèle. Lauren Bacall et Gregory Peck y interprètent respectivement une femme raffinée de la haute société et un journaliste sportif.

## Albums
1. L'Affaire Claudius (2001)[2]
2. Claudius ne répond plus (2002)
3. La Liste Victoria (2004)
4. Fantômes et marmelade (2006)
5. Jeunes gens en colère (2007)
6. Lilly et le lord (2009)

## Publication
La série Les Rochester a connu plusieurs éditeurs et plusieurs maquettes successives. Commencée par Casterman, elle est reprise par Dupuis qui en modifie la présentation à partir du 4e tome. Ces changements à intervalle rapproché n’ont pas permis de fidéliser le lectorat. Après son arrêt, les auteurs réalisent une suite intitulée Lady Elza et publiée chez Glénat.

### Éditeurs
- Casterman : tome 1 (première édition du tome 1)
- Casterman (collection Ligne rouge) : tome 2 (première édition du tome 2)
- Dupuis (collection Repérages) : tomes 1 à 6 (première édition des tomes 3 à 6)